# Крюков, Фёдор Дмитриевич
Фёдор Дми́триевич Крю́ков (2 [14] февраля 1870, станица Глазуновская Усть-Медведицкого округа области Войска Донского — 4 марта 1920, хутор Незаймановский Кубанской области) — русский писатель, казак, политический деятель; статский советник. Депутат Государственной думы Российской империи первого созыва в 1906 году, один из организаторов и видных идеологов Партии народных социалистов в 1906—1907 годах, участник Белого движения. Известен тем, что, по мнению некоторых исследователей, написал «первоначальный текст» трёх первых книг (шести частей) и всей 7-й части романа «Тихий Дон» (официально автором романа считается Михаил Шолохов).

## Биография
Родился 2 (14) февраля 1870 года в станице Глазуновской Усть-Медведицкого округа области Войска Донского (в настоящее время — Кумылженский район Волгоградской области) — сын атамана; мать — донская дворянка. Всего в семье было четверо детей. В 1918 году младшего брата, служившего лесником, за интеллигентный вид сняли с поезда и убили красногвардейцы.
Учился в Усть-Медведицкой гимназии вместе с Филиппом Мироновым (будущим командармом 2-й Конной армии), Александром Поповым (будущий писатель А. С. Серафимович) и Петром Громославским (тестем М. А. Шолохова). Гимназию окончил с серебряной медалью. В 1892 году окончил Петербургский историко-филологический институт.
В 1893—1905 годах работал в орловской гимназии учителем истории и географии, воспитателем в её пансионе.
В 1906 году был избран депутатом Первой Государственной думы от области Войска Донского. Входил в состав Трудовой группы. 10 июля 1906 года в Выборге после разгона Государственной Думы 1-го созыва подписал «Выборгское воззвание», за что осуждён по ст. 129, ч. 1, п. п. 51 и 3 Уголовного Уложения, отбыл трёхмесячное тюремное заключение в Петербургской тюрьме Кресты. В конце 1906 и в 1907 году один из организаторов и видных идеологов Партии народных социалистов.
Заведующий отделом литературы и искусства журнала «Русское богатство» (редактор и соиздатель В. Г. Короленко). Преподаватель русской словесности и истории в гимназиях Орла и Нижнего Новгорода. Воспитатель поэта Александра Тинякова
В Первую мировую войну служил в санитарном отряде под командованием князя Варлама Геловани и написал ряд очерков из быта военного госпиталя и военных санитаров, которые перекликаются с военными темами «Тихого Дона». В Гражданскую войну поддерживал правительство Всевеликого Войска Донского. Один из идеологов Белого движения. Секретарь Войскового круга. В 1920 году отступал вместе с остатками Донской армии к Новороссийску.
Известно, что Фёдор Крюков на Кубани заболел сыпным тифом, но сведения о его кончине расходятся. Одни говорят, что он умер 20 февраля 1920 года от тифа или плеврита и был тайно похоронен в районе станицы Новокорсуновской. Согласно другой информации, он был убит и ограблен Петром Громославским, будущим тестем Шолохова. Существует совместное фото Крюкова, Голубинцева и Громославского в Новочеркасске, где у Крюкова в руках полевая сумка, вероятно, с личным архивом.
5 сентября 1920 года в казачьей газете «Сполох» её редактор Сергей Серапин (литературный псевдоним: Сергей Пинус) почтил память писателя Фёдора Крюкова таким словами: 

«Федор Дмитриевич несомненно унёс в могилу „Войну и мир“ нашего времени, которую он уже задумывал, он, испытавший весь трагизм и всё величие этой эпопеи на своих плечах…»— 
Существует версия (Ирина Медведева-Томашевская, Александр Солженицын и др.), согласно которой Фёдор Крюков является автором «первоначального текста» романа «Тихий Дон», который был использован Михаилом Шолоховым, назначенным чекистами на переписку прототекстов и авторство архива Крюкова. Не все сомневающиеся в авторстве Шолохова поддерживают эту версию. Крюков является прообразом Фёдора Ковынёва — важного персонажа эпопеи Солженицына «Красное колесо».
Место захоронения Крюкова неизвестно.

## Сочинения Крюкова
| - «Казачьи станичные суды», 1892 - «Гулебщики», 1892 - «Шульгинская расправа», 1894 - «Казачка», 1896 - «На тихом Дону», 1898 - «В родных местах», 1903 - «Из дневника учителя Васюхина», 1903 - «Картинки школьной жизни», 1904 - «К источнику исцелений», 1904 - «Станичники», 1906 - «Шаг на месте», 1907 - «Новые дни», 1907 - «Жажда», 1908 - «Мечты», 1908 - «Зыбь», 1909 - «Товарищи», 1909 - «Отрада», 1909 - «Шквал», 1909 - «Полчаса», 1910 - «В камере № 380», 1910 - «Мать», 1910 | - «Угловые жильцы», 1911 - «Мельком», 1911 - «Спутники», 1911 - «Счастье», 1911 - «Будни», 1911 - «На речке лазоревой», 1911 - «Сеть мирская», 1912 - «Офицерша», 1912 - «Меж крутых берегов», 1912 - «Среди углекопов», 1912 - «Уездная Россия», 1912 - «В нижнем течении», 1912 - «Без огня», 1912 - «Неопалимая купина», 1913 - «В глубине», 1913 - «Мельком», 1913 - «Отец Нелид», 1913 - «Мельком», 1914 - «Тишь», 1914 - «С южной стороны», 1914 - «Около войны», 1914—1915 | - «Четверо», 1915 - «За Карсом», 1915 - «В Азербайджане», 1915 - «В глубоком тылу», 1915 - «Ратник», 1915 - «Душа одна», 1915 - «У боевой линии», 1915 - «В сфере военной обыденности», 1915 - «Первые выборы», 1916 - «В углу», 1916 - «Группа Б», 1916 - «В сугробах», 1917 - «Обвал», 1917 - «Мельком», 1917 - «Новое», 1917 - «В углу», 1918 - «Войсковой круг и Россия», 1918 - «В гостях у товарища Миронова», 1919 - «После красных гостей», 1919 - «Усть-Медведицкий боевой участок», 1919 - «Цветок-татарник», 1919 |

### Предположительно
- «Тихий Дон» роман, 1910—1920

## Отдельные издания

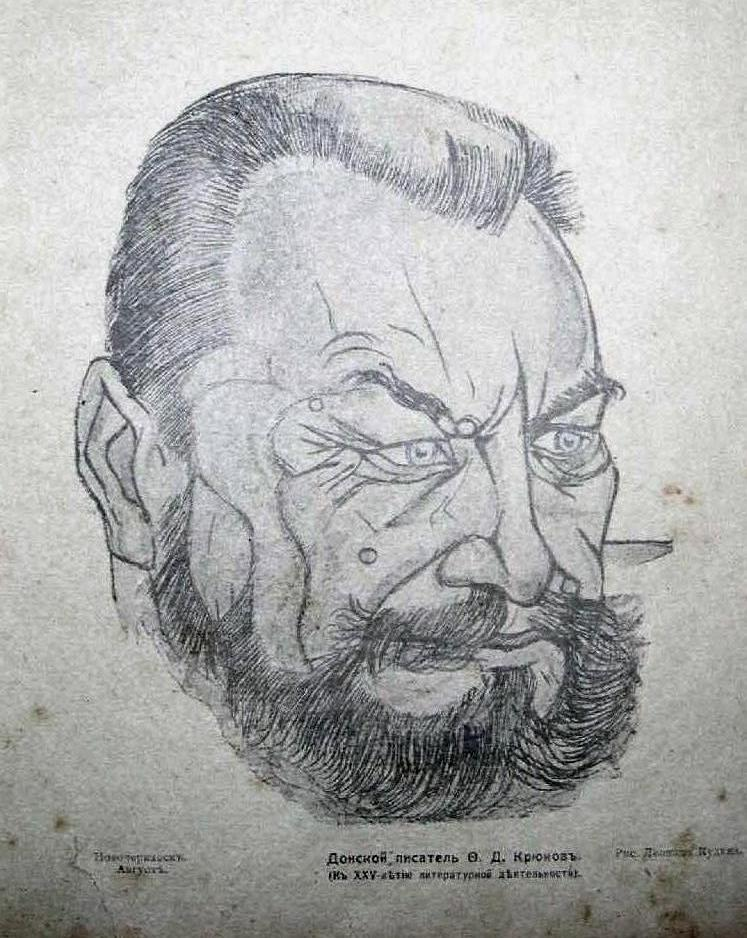
Портрет Фёдора Крюкова в журнале «Донская волна», 1918 г. Худож. Леонид Кудин.

Мемориальный камень в ст. Глазуновской, установленный в честь 140-летия со дня рождения писателя.

- В родных местах: Рассказ. — Ростов н/Д: [1905]. — 39 с.
- Казацкие мотивы: Очерки и рассказы. — СПб: 1907. — 439 с.
- Рассказы. Т. I. — М.: Книгоиздательство писателей в Москве, 1914.
- Ф. Д. Крюков Над обрывом. Очерки и статьи последних лет жизни (1917—1919). — М.-СПб., 2009.
- Офицерша: Повести и рассказы. / Кубанская библиотека — Краснодар: Кн. изд-во, 1990. — 362 с. — ISBN 5-7561-0482-8.
- Рассказы. Публицистика. — М.: Советская Россия, 1990. — 571 с. — ISBN 5-268-01132-4.
- Казацкие мотивы: Повесть, рассказы, очерки, воспоминания, стихотворение в прозе. / Забытая книга — М.: Художественная литература, 1993. — 444 с. — ISBN 5-280-02217-9.
- Булавинский бунт (1707—1708 г.). Этюд из истории отношений Петра Великого к Донским казакам. Неизвестная рукопись Федора Крюкова из Донского архива писателя. М.: АИРО-XXI; СПб.: Дмитрий Буланин, 2004. — 208 с. — ISBN 5-88735-124-1.
- Казачьи повести : [повести, рассказы]. Москва : Вече, 2005. — 384 с. — ISBN 5-9533-0787-X
- Родимый край: Рассказы, очерки. / Ф. Д. Крюков. — М.: МГГУ им. М. А. Шолохова, 2007. — 550 с. (Донская литература) — ISBN 978-5-8288-1014-7
- Обвал. Смута 1917 года глазами русского писателя. — М.: АИРО-XXI, 2009. — 368 с. — ISBN 978-5-91022-087-8
- Федор Крюков. Православный мир старой России. — М.: АИРО-XXI, 2012. — 200 с. — ISBN 978-5-91022-077-9
- Федор Крюков. Эпоха Столыпина. Революция 1905 года в России и на Дону / Предисловие и составление А. Г. Макарова. — М.: АИРО-XXI, 2012. — 362 с. — ISBN 978-591022-123-3
- Федор Крюков. Картинки школьной жизни старой России. — М.: АИРО-XXI, 2012. — 328 с. — ISBN 978-5-91022-133-2
- Фёдор Крюков. На Германской войне. На фронте и в тылу. — М.: АИРО-XXI, 2013. — 548 с. — ISBN 978-591022-177-6.